# Mammillaria eriacantha
Mammillaria eriacantha es una especie perteneciente a la familia Cactaceae. Es originaria de México.

## Descripción
Mammillaria eriacantha es una especie de planta suculenta que crece solitaria. 
Con tallos cilíndricos estrechos que alcanzan un tamaño de 30 a 50 centímetros de alto y 5 cm de diámetro. Las areolas son de forma cónica y sin látex. Tiene dos  espinas centrales  doradas, un poco suave , de 0,8 a 1 cm de longitud. Las 20-24 espinas radiales son  cerdas  o finas agujas de color amarillo, dorado y brillantes, de 0,4 a 0,5 centímetros de largo. Las flores son pequeñas  de color amarillo pequeño, verde y apenas sobresalen de las espinas. Los frutos son de color marrón rojizo con semillas marrones.

## Distribución
Mammillaria eriacantha se encuentra en el estado mexicano de  Veracruz.

## Taxonomía
Mammillaria eriacantha fue descrita por Link & Otto ex Pfeiff. y publicado en Enumeratio Diagnostica Cactearum 32, en el año 1837.
Etimología
Mammillaria: nombre genérico que fue descrita por vez primera por Carolus Linnaeus como Cactus mammillaris en 1753, nombre derivado del latín mammilla = tubérculo, en alusión a los tubérculos que son una de las características del género.
eriacantha: epíteto latíno que significa "espinas lanosas".
Sinonimia
- Chilita eriacantha[3]